# 葛成墓
葛成墓位于中国江苏省苏州市金阊区阊门外山塘街775号五人墓墓园内，五人墓西侧，为明代万历年间苏州丝织工人抗税斗争首领葛贤的墓葬。

## 历史
苏州知府朱燮元敬佩葛成的贤惠，将葛成改名为葛贤，葛贤出狱后曾为五人墓守墓，崇祯三年（1630年）病殁后被葬于墓旁。其墓与五人墓通用园门及享堂，其中享堂西次间中立有清康熙十二年（1673年）陈继儒所撰《吴葛将军墓碑》。墓冢为西向，长方形，周围以条石围护，正面嵌有崇祯三年所立墓碑，其上“有吴葛贤之墓”为文震孟所书。